# 岡崎汽船
岡崎汽船（おかざききせん）は、かつて存在した日本の海運企業。岡崎藤吉が1894年（明治27年）、兵庫県神戸市において創業し、岡崎財閥の基盤となった。

## 歴史

### 創業
創業者の岡崎藤吉は、1894年（明治27年）に海運業を起こすことを決意し、地元の実業家などこれまでの知己を頼り、無担保での資金確保に成功、その資金で1,270総トンの貨物船NINGBO号をイギリスから購入して、大洋丸と名付けた。さらに事務所を神戸に開設して岡崎汽船を創業、内地と北海道間に購入した船舶を投入して、海産物や穀物等の輸送に当たらせた。船の運航については、かつて地酒を東京に輸送する摂州灘興業株式会社に経営者として参画していたことで知識があり、さらに同年勃発した日清戦争で大洋丸が御用船として軍に提供され、経営は順調に始まる。戦後は、政府の命もあって、日本の領土となった台湾航路に大洋丸及び他社の船を傭船して配船し、郵便物等の定期輸送に当たった。その後も、1897年（明治30年）から1902年（明治35年）にかけて、大洋丸をロシア・カムチャツカの漁業時期に合わせて貸し出すなど配船繰りを上手くこなし、また船腹を増やすことで、確実に荷主を増やしていった。

### 日露戦争と経営拡大
1904年（明治37年）2月に日露戦争が勃発すると、すぐさま貨物船4隻をイギリス及びノルウェーから購入して、大洋丸とともに御用船として軍に提供した。戦争を通じて海運業界も軍需景気に沸き立っており、この好機を生かして岡崎財閥の地盤が固まった。
戦後は、船腹過剰により海運市況が反落したが、むしろ不況の時こそ好機と捉え、1907年（明治40年）に政府の補助金が打ち切られて日本郵船が手を引いた、神戸 - 北海道間西廻航路の一切を引き受け、同航路運営のために、岡崎汽船を含む関西の海運会社三社による合弁会社を立ち上げた。だが、一年ほどで他の二社が相次いで離脱、その後は岡崎汽船単独での運航を、1917年（大正6年）までおよそ10年間にわたり維持している。

### 第一次世界大戦と財閥形成
1914年（大正3年）7月末に第一次世界大戦が勃発すると、海運業界は再び軍需景気に沸き立ち、未曽有の好況を迎えた。ここで藤吉は、大戦勃発前に市況を読んで購入しておいた船を最大限活用し、加えてそれらを高値で売却するなどして大きな利益を上げ、30万円から100万円に増資するなど岡崎汽船の経営基盤を更に強固にした。また1917年5月、これらの利益を元手に1,000万円の巨費を投じて神戸岡崎銀行（現・三井住友銀行）を設立、神戸財界での揺るぎない地位を確立した。
神戸は江戸時代、日本酒の名産地であった灘五郷に隣接していたことから廻船問屋も多く、さらには幕末に条約港として開港し、西日本の海運の拠点として栄えた。これらを背景として、明治以降のたび重なる戦争による海運特需をきっかけに多くの者が神戸で海運業に進出し、数々の成功者を生みだしているが、藤吉はその先駆者の一人である。

### 藤吉の死とその後の岡崎汽船
岡崎汽船は1923年（大正12年）、政府より主要中国2航路の運航を拝命し、同航路は同社のドル箱路線になった。1927年（昭和2年）の藤吉の死後も、婿養子の岡崎忠雄が会社を引継ぎ、岡崎合資会社と業務を統一して提携合併し、岡崎本店汽船部と改称した1937年（昭和12年）には、日中戦争が勃発して荷動きが一層の伸展を遂げ、さらに経営が拡大していった。1943年（昭和18年）初頭には閣議決定により、各海運会社の整理統合が政府の戦時特令として発せられ、 それに基づき同年7月、三菱商事の船舶部門が分離独立、所有船12隻の三菱汽船株式会社が設立されたのに伴い、岡崎本店汽船部が所有貨物船6隻を出資船として提供、三菱汽船と合併して合計18隻の船隊を保有する新会社を設立した。しかし太平洋戦争中は、軍に徴用された所有船の大半が戦没した。
1947年（昭和22年）9月26日、海運、銀行、保険業を営んでいた神戸の地方財閥であった岡崎財閥（株式会社岡崎本店）は、財閥解体第5次指定を受けて解散し、終焉を迎えた。
その後、戦時中、軍に徴用され、戦後に唯一生き残った貨物船日京丸が1949年（昭和24年）4月に返還されたものの、岡崎汽船（岡崎本店汽船部）は同年9月に設立された後身会社の日豊海運に業務が引き継がれ、企業として姿を消した。岡崎家は日豊海運においても、引き続き経営に参画している。